# Lautaro Carmona (futbolista)
Lautaro Carmona (San Juan, Argentina, 9 de agosto de 1986) es un futbolista argentino con dilatada trayectoria en el ascenso y divisiones inferiores, que actualmente integra el plantel de San Martín de San Juan en la primera división argentina.

## Biografía
Comenzó su trayectoria como portero en fútbol infantil, con destacadas actuaciones en los Seven Intercolegiales. A pesar de su inaceptable manejo con el pie, pudo lograr un puesto en las divisiones inferiores de Santamarina de Tandil, gracias a su potente saque de brazo.